# ریو ایکبه
ریو ایکبه (انگلیسی: Ryō Ikebe؛ ۱۱ فوریهٔ ۱۹۱۸ – ۸ اکتبر ۲۰۱۰) هنرپیشه ژاپنی بود. وی بین سال‌های ۱۹۴۱ تا ۲۰۱۰ میلادی فعالیت می‌کرد.
از فیلم‌هایی که وی در آن نقش داشته‌است، می‌توان به آخر پاییز اشاره کرد.